# Astaenomoechus setosus
Astaenomoechus setosus là một loài bọ cánh cứng trong họ Hybosoridae. Loài này được Boucomont miêu tả khoa học năm 1936.